# Fiumefreddo Bruzio
Fiumefreddo Bruzio é uma comuna italiana da região da Calábria, província de Cosenza, com cerca de 3306 habitantes. Estende-se por uma área de 30 km², tendo uma densidade populacional de 110 hab/km². Faz fronteira com Cerisano, Falconara Albanese, Longobardi, Mendicino.
Pertence à rede das Aldeias mais bonitas de Itália.

## Demografia
| Variação demográfica do município entre 1861 e 2011                               |
|                                                                                   |
| Fonte: Istituto Nazionale di Statistica (ISTAT) - Elaboração gráfica da Wikipedia |